# 瑪莎·韋恩
瑪莎·韋恩（英語：Martha Wayne），婚前名為瑪莎·凱恩（英語：Martha Kane），是一個出現在DC漫畫中的虛構角色，首次出現在蝙蝠俠的起源故事《偵探漫畫》#33(1939年11月)。她是「蝙蝠俠」布魯斯·韋恩的母親，也是湯瑪士·韋恩的妻子。
瑪莎與丈夫湯瑪士在兒子布魯斯年幼時在街頭被搶劫而遇害，啟發了布魯斯·韋恩化身蝙蝠俠打擊犯罪。

## 人物

### 遇害
當離開劇院時，湯瑪士和瑪莎·韋恩在他們的兒子布魯斯·韋恩眼前被劫匪喬·齊爾所殺害。這場悲劇震驚了高譚市，也令公園街（案發街道）被標籤為犯罪巷。最重要的是，它成了布魯斯化身蝙蝠俠的動機。

## 其他版本

### 閃點
在2011年漫畫《閃點》時間線中，遭殺害的是其兒子，而不是其丈夫與她自己，承受不了失去兒子打擊的瑪莎最後發瘋成了小丑，在高譚市內開始犯罪，並與丈夫湯瑪士化身的蝙蝠俠展開了漫長的爭鬥。
在化身小丑的這段期間，她重創了瑟琳娜·凱爾使其下半身癱瘓，瑟琳娜因此改用神諭的名稱退居幕後替蝙蝠俠收集情報。
於《閃點：蝙蝠俠－復仇騎士》之中，她綁架了哈維·丹特的一對兒女，並在韋恩莊園內設下陷阱，殺害了前來搜查的詹姆斯·高登。等蝙蝠俠趕來、並替丹特的女兒治療時出手偷襲對方，雙方一陣扭打後，瑪莎從丈夫那得知了有可能改變歷史，拯救他們的兒子布魯斯，但才剛感到欣慰的瑪莎得知布魯斯卻會因此成為蝙蝠俠後再度發狂，最後失足摔落地洞之中死去。

## 其他媒體

### 電視劇
- 《高譚市》：由貝蕾特·泰勒（英语：Brette Taylor）飾演[4]。
- 《潘尼沃斯》：由艾瑪·帕茨飾演。

### 電影
- 《蝙蝠俠》（1989）：由莎朗·荷姆飾演。
- 《蝙蝠俠：開戰時刻》（2005）：由莎拉·史都華飾演。
- 《小丑》（2019）：由凱莉·路易絲·普特雷洛飾演。

#### DC擴展宇宙
- 《蝙蝠俠對超人：正義曙光》（2016）：由蘿倫·科漢飾演。

### 動畫電影
- 《蝙蝠俠：高譚騎士》（2008）：由安德莉亞·羅馬諾配音[5]。
- 《正義聯盟：閃點悖論》（2013年）：由格蕾·德萊勒配音。
- 《樂高蝙蝠俠電影》（2017年）：在韋恩莊園的大廳內，有著年幼的蝙蝠俠布魯斯·韋恩與其父母的合照。

### 電子遊戲
- 《蝙蝠俠：秘密系譜》：由Lorri Holt配音[5]。

#### 蝙蝠俠：阿卡漢系列
阿卡漢系列中的瑪莎·韋恩由塔西亞·瓦倫達與安德麗亞·戴克配音。
- 《蝙蝠俠：阿卡漢瘋人院》：在稻草人的恐懼毒氣影響下，蝙蝠俠會看見父母遇害的場景。而在植物園區域的一張椅子上，會有一面名牌寫著瑪莎·韋恩（還有其丈夫湯瑪士）的名字。
- 《蝙蝠俠：阿卡漢城市》：蝙蝠俠因小丑毒血產生了幻覺，會看見自己的父母要他放下自己的職責跟著他們一起離開。
- 《蝙蝠俠：阿卡漢起源》：在高譚皇家酒店阻止小丑後，蝙蝠俠回到蝙蝠洞後會想起父母遇害的過程。
- 《蝙蝠俠：阿卡漢騎士》：在故事劇情的最後，蝙蝠俠欲執行騎士隕歿規程時，阿福會要求蝙蝠俠說出密碼，而密碼即是布魯斯的母親瑪莎的名字。